# Personnages de G.I. Joe
Les personnages de l'univers de G.I. Joe sont nombreux et sont séparés entre le groupe de G.I Joe qui est celui des héros et celui de Cobra.

## G.I. Joe
- Duke / Luc (Qc)
- Œil de serpent / Zorro (Qc)
- Scarlett / Tigresse (Qc)
- Kayak / Traqueur (Qc)
- Général Vaillant / Busard (Qc)
- Général Flagg (comics)
- Flint / Pro (Qc)
- Lady Jaye / Madame J (Qc)
- Gung-Ho / Déchaîné (Qc)
- Barricade / Obstructeur (Qc)
- Wild Bill
- Loup des mers / Le Naufragé (Qc)
- Ripcord / Téméraire (Qc)
- Cover Girl / Starlette (Qc)
- Indiana / Shaman (Qc)
- Pied blindé / Savata (Qc)
- Mutt et Junkyard / Cabot et Pacotille (Qc)
- Alp / Montagnard (Qc)
- Bazooka
- Dusty / Légionnaire (Qc)
- Scout / Tête de pont (Qc)
- Samu / Attrape (Qc)
- Transistor / Manœuvre ~ Déclic (Qc)
- Orca / Plongeur (Qc)
- Spectra / Jinx (Qc)
- Furet / Rat de tunnel (Qc)
- Capitaine Ferraille

### G.I. Joe Extrême
- Lt. Stone
- Ballistic/Eagle Eye
- Sgt. Savage
- Harpoon
- Metalhead
- Mayday
- Black Dragon
- Freight
- Quick Stryke
- Red Mcknox
- Tracker
- Clancy
- Short Fuze
- Tall Sally

## Cobra Command
- Cobra Commandeur / Commandant Cobra
- Cobrador / Serpentor (Qc)
- Destro
- La Baronne
- Dr. Cortex / Dr. Mindbender (Qc)
- Major Bludd / Major Borgne (Qc)
- Tomax et Xamot
- Tonnerre / l'Ombrageux (Qc)
- Luciole / Mouche à feu (Qc)
- Rapace / Fouine sauvage (Qc)
- Scrap-Iron / Ferraille (Qc)
- Zartan
- Alligator / Crocodile (Qc)
- Aigle noir / Butin (Qc)
- Boule de cristal
- Tête brûlée / Big Boa (Qc)
- Cobra-la :
  - Golobulus
  - Pythona
  - Némésis de l'Ordre
  - Garde royale
- Dr. Venom (comics)
- Fred VII (comics)
- Kwinn (comics)
- Grenadiers de fer :
  - Voltar
  - Darklon
  - Viseur / Tête de plomb (Qc)
- le Maître (Qc)
- Decimator
- Vapor
- Ravage / Puisard (Qc)
- Interrogator
- Force ninja :
  - Yakusa / Trancheur (Qc)
  - Furyo / Hâcheur (Qc)
- Chef des Bestioles (Qc)

### Groupes (équipes)
- Cobra
  - Garde pourpre / Garde rouge (Qc)
  - Langue de vipère / Vipérin (Qc)
  - Serpent des neiges
  - Anguilles
  - Télé-vipères (Qc)
  - Crabe / B.A.T. (Qc)
  - Oiseau de nuit / Bestiole (Qc)
- Prédateurs / Matamores (Qc) :
  - Buzzer / Déchireur (Qc)
  - Machette / Ouvre-boîte (Qc)
  - Torch / Chalumeau (Qc)
  - Dynamite / Mâchoires (Qc)
  - Zarana
  - Zandar
  - Zanzibar
  - Bruto / Salopard (Qc)
  - Jungle / Cuir-brut (Qc)
- Cobra-La
- Grenadiers de fer (forces de Destro)
  - Grenadiers de fer
  - Destructors / Anéantisseurs (Qc)
  - Nullifiers
  - Farouches / Marcassins (Qc)
  - Météors / S.A.M.T.A.R.s (Qc)
  - Tridents
- Coil
- Red Shadows
- Oktober Guard (commando soviétique)

## SKAR (Soldiers of Khaos, Anarchy,& Ruin)
- Iron Klaw, Duchess of Mklavia, Steel Raven, Inferno, Wreckage, Rampage